# Pterygotrigla polyommata
Pterygotrigla polyommata is een straalvinnige vis uit de familie van ponen (Triglidae) en behoort derhalve tot de orde van schorpioenvisachtigen (Scorpaeniformes). De vis kan een lengte bereiken van 62 centimeter. 

## Leefomgeving
Pterygotrigla polyommata is een zoutwatervis. De vis prefereert een gematigd klimaat en leeft hoofdzakelijk in de Grote Oceaan. De diepteverspreiding is 35 tot 400 meter onder het wateroppervlak. 

## Relatie tot de mens
Pterygotrigla polyommata is voor de visserij van beperkt commercieel belang. In de hengelsport wordt er weinig op de vis gejaagd. De soort wordt gevangen voor commerciële aquaria. 